# Izaourt
Izaourt település Franciaországban, Hautes-Pyrénées megyében. Lakosainak száma 257 fő (2022. január 1.). Izaourt Loures-Barousse, Luscan, Valcabrère, Anla, Bertren és Sarp községekkel határos.

## Népesség
A település népességének változása:
| Lakosok száma | 244  | 253  | 264  | 257  | 254  | 255  | 256  | 256  | 257  |
|               | 2013 | 2015 | 2016 | 2017 | 2018 | 2019 | 2020 | 2021 | 2022 |